# صموئيل هيريك (سياسي)
صموئيل هيريك هو محامي وسياسي أمريكي، ولد في 14 أبريل 1779 في Amenia (town), New York ‏ في الولايات المتحدة، وتوفي في 4 يونيو 1852 في زانيسفيل في الولايات المتحدة. نشط حزبياً في الحزب الجمهوري الديمقراطي والحزب الديمقراطي. وقد انتخب وكيل وزارة العدل الأميركية وانتخب عضو مجلس النواب الأمريكي ‏.